# Fettende
Als Fettende (Fettdarm) bezeichnet man bei Schlachttieren die hinteren Teile des Mastdarms. Während man bei einigen Schlachttieren den Begriff auf die Art einengt (Rinderfettende, Schweinefettende), wird als Fettende der Mastdarm der Schafe bezeichnet. Allgemein versteht man darunter die Afterschließmuskeln und den 50 bis 100 cm langen hinteren Darmabschnitt einschließlich anhaftendem Darmfett.
In der Fleischerei wird dieses Produkt als Wursthülle für die Herstellung von Schlackwurst, Leberwurst und Gutsfleischwurst verwendet.